# Meteorologiåret 1895

## Händelser

### Februari
- 11 februari – I Braemar i Aberdeenshire i Skottland, Storbritannien uppmäts temperaturen −27.2 °C (−17.0 °F), vilket blir Skottlands lägst uppmätta temperatur någonsin [1].
- 15 februari - En snöstorm drabbar New Orleans i Louisiana, USA. 8 inch snö uppmäts, och hästspårvagnarna i staden stannar [2].

### April
- 9 april - En snöstorm över Cape Breton Island i Kanada lämnar 3-4 meter höga snödrivor [3].

### December
- 6 december – I Härnösand, Sverige uppmäts med 938.4 hP det lägsta lufttrycket någonsin i Sverige [4].

### Juli
- 1 juli – Meteorologisk institutt i Norge anställer sina första kvinnor, kandidat Alme och fru Nissen [5].

### September
- 28 september – Kraftiga vindar i Minnesota, USA blåser omkull säd och majs [6].

### Okänt datum
- Det norske meteorologiske institut startar en nederbördsavdelning då intresset för vattenkraft ökar i Norge [5].

## Födda
- 9 januari – Finn Malmgren, svensk meteorolog.
- 25 december – Heinrich Seilkopf, tysk meteorolog.
- okänt datum – Francis Reichelderfer, amerikansk meteorolog.

### Fotnoter
1. ↑  ”Extreme weather”. Met Office. Arkiverad från originalet den 29 december 2010. https://web.archive.org/web/20101229172517/http://www.metoffice.gov.uk/climate/uk/extremes/index.html. Läst 20 augusti 2010.
2. ↑  ”Arkiverade kopian”. Arkiverad från originalet den 26 juli 2010. https://web.archive.org/web/20100726102650/http://www.climate.umn.edu/pdf/day_in_weather_history/february_wx_history.pdf. Läst 16 februari 2011.
3. ↑  ”Dan, Dan the Weatherman's Canadian Weather Trivia Page”. Arkiverad från originalet den 9 september 2013. https://web.archive.org/web/20130909001246/http://www.dandantheweatherman.com/cantriv.html. Läst 8 mars 2011.
4. ↑  SMHI
5. 1 2  MET
6. ↑  ”Arkiverade kopian”. Arkiverad från originalet den 26 juli 2010. https://web.archive.org/web/20100726102501/http://www.climate.umn.edu/pdf/day_in_weather_history/september_wx_history.pdf. Läst 16 februari 2011.